# Sweet Children (EP)
Sweet Children är Green Days tredje EP från 1990.

## Låtlista
Alla texter är skrivna av Billie Joe Armstrong och all musik av Green Day, om inget annat nämns.
1. Sweet Children (1:41)
2. Best Thing in Town (2:03)
3. Strangeland (2:08)
4. My Generation (Pete Townshend) (2:19)